# Športska dvorana Žatika
Die Športska dvorana Žatika ist eine Mehrzweckhalle in der kroatischen Stadt Poreč. Sie ist die Heimspielstätte des Handballvereins RK Poreč.

## Geschichte
Die Halle wurde von 2007 bis 2008 anlässlich der Handball-Weltmeisterschaft der Männer 2009 errichtet. Am 21. Dezember 2008 wurde der Bau offiziell eingeweiht. 2025 ist die Halle als ein Spielort der Handball-Weltmeisterschaft der Männer vorgesehen. 
Die Gesamtfläche des Baus beträgt 14.000 m², der Komplex enthält eine große Halle sowie mehrere kleine Sportanlagen und Fitness-Center. Die Halle fasst bis zu 3700 Zuschauer.
Die Anlage wurde von Sonja Jurković, Sanja Gašparović, Nataša Martinčić und Tatjana Peraković entworfen.